# Solbiate Olona
Solbiate Olona – miejscowość i gmina we Włoszech, w regionie Lombardia, w prowincji Varese.
Według danych na rok 2004 gminę zamieszkuje 5617 osób, 1404,2 os./km².